# Pristomyrmex wheeleri
Pristomyrmex wheeleri  (лат.) — вид муравьёв рода Pristomyrmex (Formicidae) из подсемейства Myrmicinae. Эндемик Австралии.

## Распространение
Встречаются в штате Квинсленд, на востоке Австралии. 

## Описание
Длина тела рабочих составляет 3,26—4,54 мм (самок — 4,62—5,06 мм). Окраска тела красновато-коричневая. Усики состоят из 11 члеников. Нижнечелюстные щупики состоят из 2 члеников, нижнегубные — также из 2. В сложных глазах около 8—9 фасеток в самом длинном ряду. Передний край клипеуса с тремя зубцами. Мандибулы с тремя зубцами на жевательном крае (базальный край без зубца или выступа). Усиковые бороздки остаточные, а лобные валики отсутствуют. Шипики на эпинотуме относительно короткие, их длина составляет 0,18—0,28 мм. Шипики на пронотуме имеют длину 0,12—0,28 мм.  Длина головы равна 0,92—1,17 мм (ширина — 0,97—1,34 мм; соотношение сторон — 1,03—1,16), длина скапуса — 0,94—1,18 мм, длина груди — 0,88—1,08 мм. Первый тергит брюшка без волосков.  
По строению рабочих Pristomyrmex wheeleri близок к видам Pristomyrmex erythropygus и Pristomyrmex quadridentatus из восточной Австралии. 